# A Soap
A Soap (En soap) è un film del 2006 diretto da Pernille Fischer Christensen, all'esordio nella regia di un lungometraggio cinematografico.
È stato presentato con successo al Festival di Berlino, dove ha vinto l'Orso d'argento - Gran premio della giuria e il premio per la miglior opera prima.

## Trama
Charlotte, proprietaria di una clinica di bellezza, lascia Kristian, con cui conviveva da quattro anni, e si trasferisce in un appartamento in periferia. Al piano di sotto abita Veronica (che in realtà si chiama Ulrik), una persona transgender che aspetta la lettera di autorizzazione delle autorità per effettuare l'operazione di cambio di sesso. Per mantenersi si prostituisce. A causa della depressione tenta il suicidio inghiottendo una grande quantità di pillole. Charlotte, infastidita dai guaiti di Miss Daisy, il cane di Veronica, va da lei per lamentarsi, la trova priva di conoscenza e chiama un'ambulanza salvandole la vita.

Kristian, ubriaco, si reca a casa di Charlotte, chiedendole di tornare da lui, e la picchia. Sentendo i rumori Veronica interviene difendendo la vicina e mandando via il suo ex-fidanzato. Poi la ospita per qualche giorno prendendosene cura e tra di loro nasce un sentimento confuso.

## Struttura
Il film è composto da cinque capitoli, inframmezzati da brevi sequenze in bianco e nero, con voce fuori campo che riassume gli eventi come se stesse introducendo un nuovo episodio di una soap opera (come da titolo del film):
- Nuovi orizzonti (nye horisonter)
- Nuvole nere (sorte skyer)
- Dolce musica (sød musik)
- Battiti del cuore (hjerternes slag)
- Due anime (to sjæle)

## Musica
La colonna sonora del film comprende le seguenti canzoni:
- You Burne Me - Julie Michelsen e Anders Birk
- You Take My Breath Away - The Knife (Karin Dreijer e Olof Dreijer)
- Damn Heart - Thomas Dybdahl
- Cripple and the Starfish - Antony and the Johnsons

## Distribuzione
Il film è stato distribuito nelle sale cinematografiche italiane da Teodora Film il 7 luglio 2006, in lingua originale con sottotitoli, all'interno della rassegna estiva 5 pezzi facili.

## Riconoscimenti
- 2006 - Festival internazionale del cinema di Berlino
  - Orso d'argento, gran premio della giuria
  - Premio per la miglior opera prima
- 2007 - Premio Bodil
  - Miglior film
  - Miglior attrice (Trine Dyrholm)
- 2007 - Premio Robert
  - Miglior attore (David Dencik)
  - Miglior attrice (Trine Dyrholm)
  - Miglior montaggio
  - Miglior trucco